# Antropofagia no Brasil

Desenho de uma cena antropofágica datada de 1557.

O ritual antropofágico é um dos costumes indígenas, que mais causaram espanto e perturbação entre os colonizadores portugueses. Ele era praticado amplamente pelos chamados tupinambás e outros grupos tupis-guaranis; e, consistia basicamente em consumir carne humana.

## Como acontecia
Nas guerras rotineiras entre as tribos, a vitória de uma delas lhe garantia o direito de devorar um dos guerreiros da Tribo inimiga. O prisioneiro era levado para a Aldeia e obrigado a desfilar diante das pessoas enquanto todos o ameaçavam, anunciando-lhe a morte.
A execução poderia demorar quase um ano para acontecer. Enquanto isso, o prisioneiro era muito bem tratado, alimentado e podia até receber uma esposa. Quando se aproximava o dia de sua morte, as tribos vizinhas eram convidadas para o grande ritual.
Chegado o dia, o prisioneiro e o escolhido para ser o executor eram enfeitados com cores fortes e brilhantes. Depois de imobilizado, o prisioneiro tinha a cabeça arrebentada. O corpo era limpo, cozido em grandes panelas e saboreado pelos presentes. Todo esse ritual destinava-se a vingar os parentes e amigos mortos durante a guerra e, ao mesmo tempo, incorporar as virtudes guerreiras do morto. Comer a carne de um guerreiro da tribo inimiga, após uma guerra, tinha um significado místico arraigado na cultura dos povos ameríndios.
O Antropólogo brasileiro Darcy Ribeiro cita em seu livro O Povo Brasileiro que a antropofagia era feita para que um cativo de guerra não desse prejuízos, já que se fosse escravizado sua produção seria pouco maior que o seu consumo. Contudo, os covardes eram salvos, sendo Hans Staden poupado por três vezes, porque no momento de seu sacrifício, chorou e pedia clemência.
O ritual antropofágico era visto como a maior e mais completa forma de vingança para com os inimigos, como é descrito abaixo em um trecho escrito por por Hans Staden, no século XVI:
Fazem isto, não para matar a fome, mas por hostilidade, por grande ódio, e quando na guerra escaramuçam uns com os outros, gritam entre si, cheios de fúria: “Debe marãpá Xe remiu ram bengué, sobre ti caia toda desgraça, tu és meu pasto. Nde acanga jucá aipotá curi ne, quero ainda hoje moer-te a cabeça. Xe anama poepica que Xe aju, aqui estou para vingar em ti a morte dos meus amigos. Nde rôo, Xe mocaen será ar eima riré, etc.,tua carne hoje ainda, antes que o sol se deite, deve ser meu manjar”. Isto tudo fazem por imensa hostilidade.
O Ritual que tanto chocou os europeus, não mais existe em nenhum grupo indígena da atualidade.